# The Girl, the Cop, the Burglar
The Girl, the Cop, the Burglar è un cortometraggio muto del 1914. Non si conosce il nome del regista del film che, prodotto dalla Essanay e distribuito dalla General Film Company, aveva come interpreti Wallace Beery, Ruth Hennessy, Leo White.

## Trama
Thomas Terpin, James Riding e Jack Hazard si trovano tutti e tre al club dove la conversazione si sposta sulle imprese di un audace topo d'appartamenti che la polizia non riesce a catturare. Jack scommette con Terpin che può rubare e cavarsela e l'altro accetta la scommessa a patto che Jack ritorni al club nel giro di tre ore con un oggetto prezioso che può dimostrare di avere rubato. La posta in gioco sarà di cento dollari.

## Produzione
Il film fu prodotto dalla Essanay Film Manufacturing Company.

## Distribuzione
Distribuito negli Stati Uniti dalla General Film Company, il film - un cortometraggio di una bobina - uscì nelle sale l'11 marzo 1914.